# Ria Valk
Ria Valk (Eindhoven, 11 februari 1941) is een Nederlands zangeres, presentatrice, actrice, tekstschrijver en schilderes. Zij geniet haar grootste bekendheid als zangeres van vrolijke en komische liedjes. Ze acteerde in de tv-serie Zeg 'ns Aaa en schildert figuratieve kunst.

## Carrière
In 1949 verhuisde het gezin naar Amsterdam-Oost. Van een buurjongen leerde ze gitaarspelen. Als Valk binnen een maand gitaar leerde spelen, mocht ze de gitaar houden. En zo geschiedde. In september 1958 deed ze mee aan een talentenjacht, georganiseerd door Kees Manders in zijn cabaret Het Uiltje aan het Thorbeckeplein. Valk won de eerste prijs van het 'cabaret der onbekenden' en kreeg van Manders een contract voor zijn cabaret.
In mei 1959 werd ze met haar uitvoering van Tutti Frutti tweede achter winnaar Pim Maas bij een Elvis-imitatiewedstrijd. Het betrof hier de verkiezing van de Nederlandse Elvis Presley, in Cinema Royal. Valk verscheen in een zwart-oranje gestreepte lange broek, met laarzen en een cowboyhoed voor het voetlicht.
AVRO-producer Roel Balten contracteerde haar voor een optreden in het Franse La Courtine voor Nederlandse militairen. Ze trad dat jaar ook voor het eerst op voor de televisie in het AVRO-programma Nieuwe Oogst. In september 1959 verscheen ze in de Bambamboe-show van de AVRO en maakte tevens haar eerste plaat van deze nieuwe dansrage Dans de Bambamboe. Haar carrière was nu echt goed op gang gekomen.
In haar beginjaren legde ze zich toe op de rock-'n-roll en scoorde in 1961 de hit Hou je echt nog van mij, Rocking Billy?, een vertaling van het Zweedse lied Är du kär i mej ännu, Klas-Göran van de latere ABBA-manager Stig Anderson. Ze deed in 1961 mee aan het Knokke festival met Ramses Shaffy, Herman van Keeken en Conny Vandenbos.   

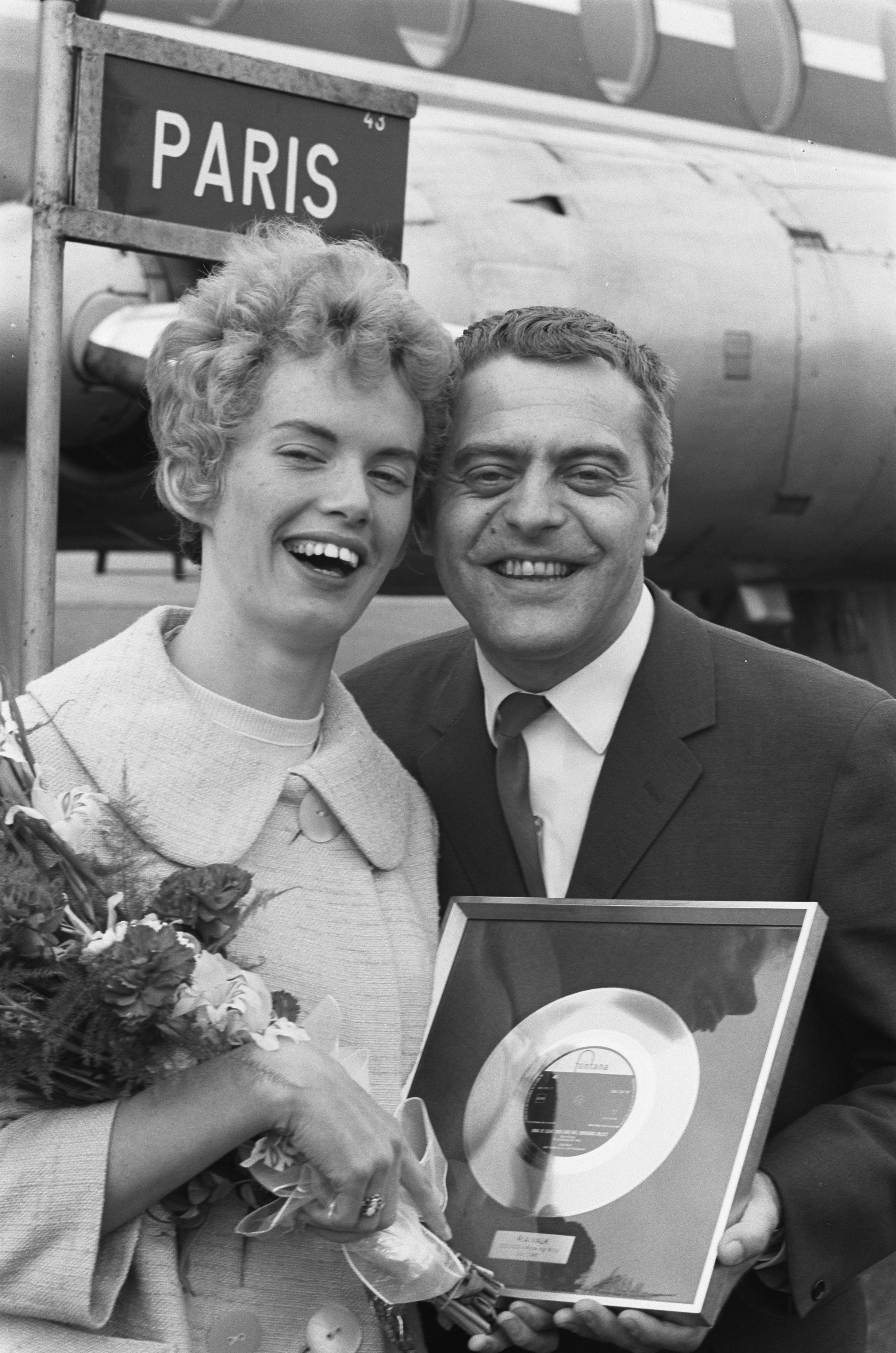
Ria Valk ontvangt gouden plaat uit handen van Stig Anderson (1961)

Samen met Rob de Nijs, Trea Dobbs, Marijke Merckens en Kitty Courbois acteerde en zong Valk in de televisieshow TV-magazine, waarin ze naast humoristische liedjes tevens serieus materiaal te zingen kreeg van Harrie Geelen, Dick Poons en Hans Peters. Een aantal nummers uit het programma werd vastgelegd op de lp TV-Magazine 1965 op het DECCA-label. In 2011 verscheen een drietal bewaard gebleven shows op dvd. Ze zingt in deze afleveringen o.a. The French song, Colinda en het duet Jij en ik met Rob de Nijs.
In 1966 zong Ria in Praag en Bratislava samen met Rex Gildo en Udo Jürgens. In 1966 maakte ze een korte tv-show voor de Tsjecho-Slowaakse televisie en vervolgens bracht ze een single en een ep uit bij het Tsjecho-Slowaakse label Suprahon. In 1966 bracht ze de lp 'Ria Valk' uit met het orkest van Jack Bulterman. Op deze lp staan luisterliedjes van Gerrit den Braber, Stan Haag en Pieter Goemans. Ze had twee seizoenen een personalityshow met de titel Zo is Ria voor de KRO televisie. Deze show werd geregisseerd door Nico Hiltrop en ze ontving daarin gasten als Drs. P, Ronnie Tober en Jacco van Renesse met wie ze acteerde en zong. De aflevering 'De wonderlijke lotgevallen van Ria Valk' stond op de nominatie om officieel uitgezonden te worden naar Montreux. Uiteindelijk ging de Rudi Carell-show als officiële inzending naar het festival.
Ria zong in april 1967 in een speciale uitzending samen met Rob de Nijs en Bueno de Mesquita in Lage Vuursche voor de geboorte van Z.K.H Koning Willem Alexander.
Ze was de leading lady in de eerste André van Duin-revue (1970-1971) Lach in de Ruimte. Ze verzorgde met Hou van mij, zoals ik hou van jou een gastoptreden in de Rudi Carrell-show, met Marjan Berk speelde ze een sketch bij De Mounties, ze bracht een Parodie op de sterreclames in de Martine Bijl-show en zong Het leven is prachtig in de Corrie van Gorp-show.
In de jaren '70 stapte ze over naar het carnavalsgenre. Met haar carnavalshits De liefde van de man gaat door de maag (beter bekend als het refrein: Ik heb worstjes op mijn borstjes) uit 1975 en Leo (1976) bleef ze haar imago van jolige meid gestalte geven. In 1976 maakte ze de lp Iets bijzonders, waarop materiaal stond van Annemarie Oster, Harry Bannink, Toon Hermans, Jacques van Tol en het door Martine Bijl geschreven Heel gewoon een vrouw dat haar lijflied zou worden. In 1977 maakte Valk de lp Showbizzz waarop Jan Blaaser, Theo Smit (A. de Kwaad), Dick Kooiman (Dunhills) en Eddy Ouwens (Dave McRonald) tekst en muziek voor haar schreven. Naast komische liedjes, rock-n-roll-nummers zong ze ook persoonlijke luisterliedjes, zoals Monique over haar dochter en Fotoalbum over haar jeugd.

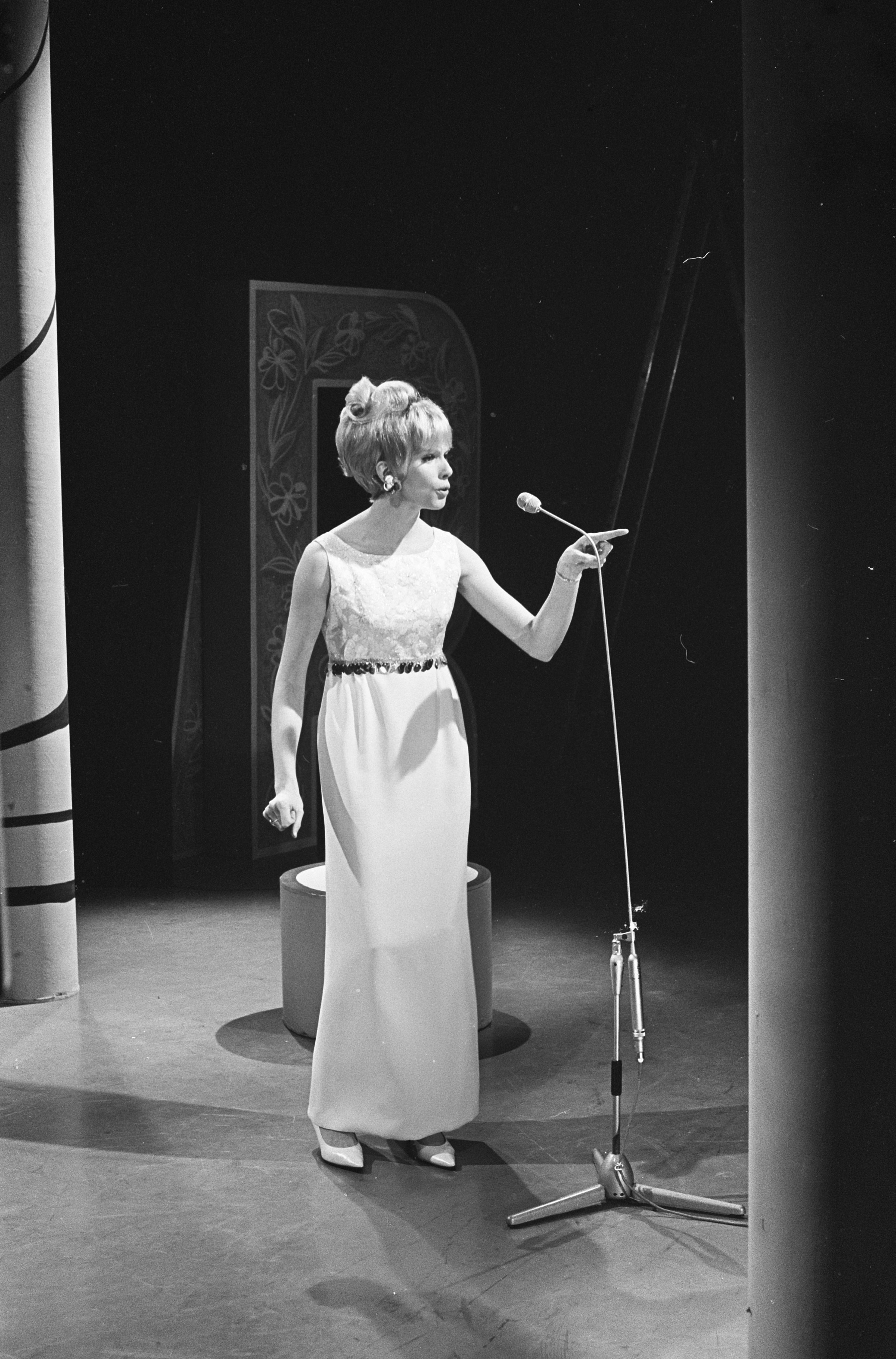
Tv-show 'Zo is Ria' onder regie van Nico Hiltrop Kro 1967

In 1985-1986 maakte ze een cabaretesk theaterprogramma met teksten van cabaretier/tekstdichter Wim Hogenkamp. In de periode 1986 tot 1993 was ze te zien naast Carry Tefsen, John Leddy, Sjoukje Hooymaayer, Manfred de Graaf, Hans Cornelissen en Herman Kortekaas in de comedy-serie Zeg 'ns Aaa als Annie Kalkman, de zuster van Mien Dobbelsteen. In dezelfde periode werkte ze samen met de Griekse componist Nikos Ignatiadis bekend van de grote hits van Benny Neyman. Hieruit resulteerden de luisterliedjes Want zolang als je bij mij bent, Dat is toch echt iets voor mij en het qua tekst zelfgeschreven lied over het overlijden van haar man Waarom blijft de zon toch schijnen. Ignatiadis begeleidde haar ook tijdens enkele optredens.
Eind jaren '80 had ze bij de TROS een televisiespecial met Pierre Kartner. Ze zingen samen Dan is er nog hoop en Ria zingt het nieuw geschreven lied Rijkdom. In de jaren '90 verzorgde ze bij diezelfde omroep een televisiespecial met de theatergroep Jeans. Ze stond in het showblok van de Holidayshow, ze trad op bij het gala voor André van Duin en bij de hommage aan Joop Stokkermans. Naast Simone Kleinsma en Robert Paul stond ze in de Parodie Parade en ze was Olivia Newton-John en Cher in de Sterrenplaybackshow. Halverwege jaren '90 richtte ze zich op het schilderen van figuratieve kunst. Naast tentoonstellingen volgden er beschilderde verjaardagskalenders en zeefdrukken van haar schilderijen.
Valk werd door Nederlandse clubs in Australië gevraagd om te komen optreden en zodoende ging ze op tour naar Melbourne, samen met Saskia & Serge in 1998.
Vanaf eind jaren '90 werkte ze veel samen met Jacques van Eijck, de tekstschrijver/componist van onder andere Wolter Kroes. Hij schreef met haar de liedjes Ik ben altijd te bereiken, Pak toch eens de fiets, Zandvoort olé santé en de carnavalshit van 2007 'n Chippy, 'n putje en 'n parretje. Eind 2007 bracht Valk een Engelstalig vervolg uit op haar eerdere successingle Rockin' Billy. Samen met de funk-blues-soul groep Bmaster zong zij over Rockin' Billy meets Funckin Milly.
In 2009 zat ze 50 jaar in het artiestenvak en kwam de oeuvre-dvd Zo is Ria uit. Daarnaast speelde ze gastrollen in de nieuwe reeks van Zeg 'ns Aaa en in de VARA-comedy Kinderen geen bezwaar (2010).
Op 25 juni 2010 verscheen bij platenmaatschappij Telstar een dubbel-cd Ria Valk, haar allergrootste hits. Haar lied Doe 's ff normaal man (geschreven door Bram Koning) kwam op 10 februari 2012 uit. De titel verwijst naar een populaire uitspraak indertijd tussen Mark Rutte en Geert Wilders in een debat in de Tweede Kamer en de wijs is geënt op de melodie van haar hit Rocking Billy.

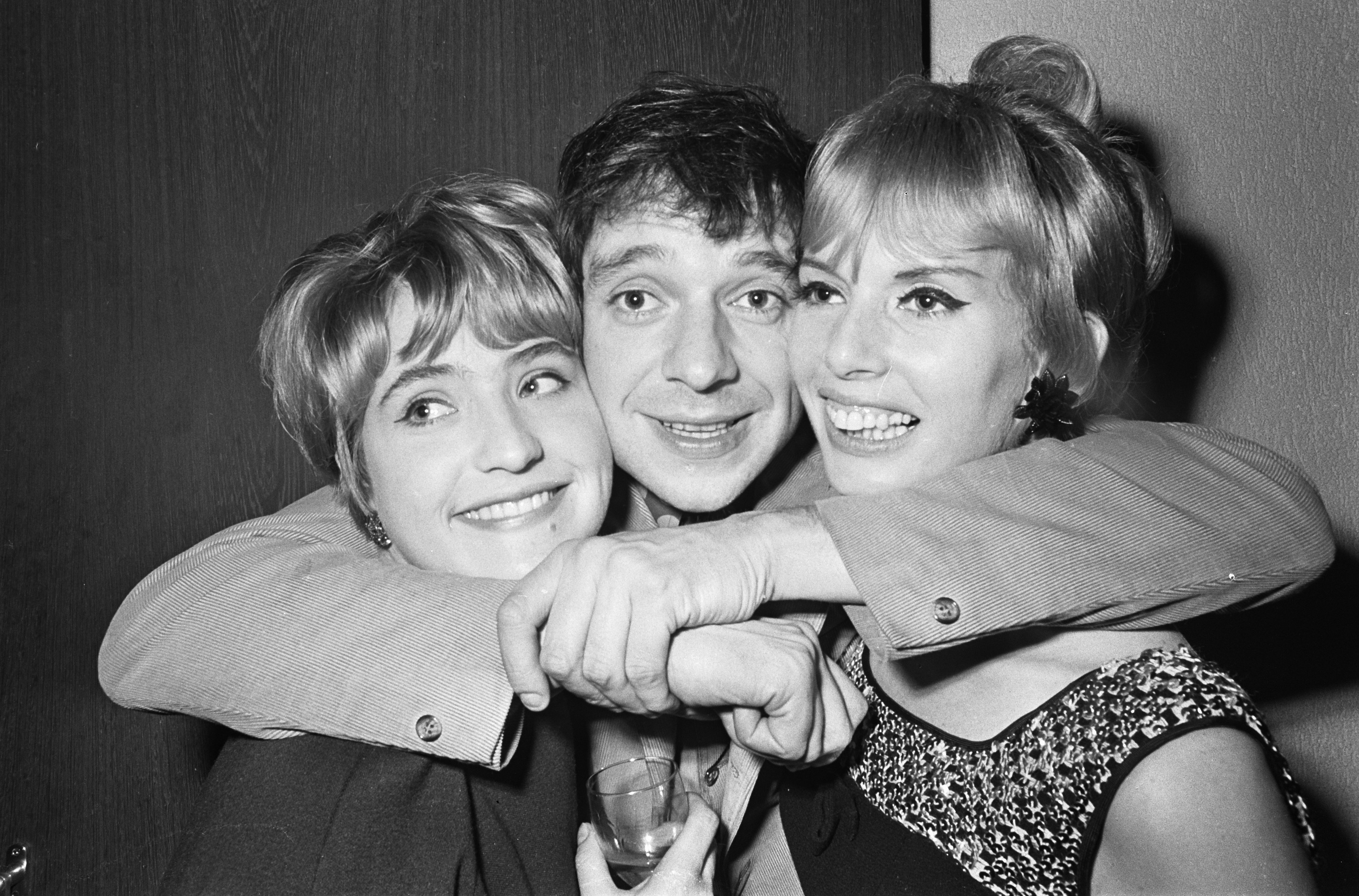
Jasperina de Jong, Ramses Shaffy en Ria Valk bij Phonogram 1969

Op 25 augustus 2012 deed Ria voor het eerst mee aan de tv-show Strictly Come Dancing op Nederland 1. Ze verving Imca Marina, die door een blessure moest afhaken. Ze was toen 71. Op 9 januari 2013 was ze te zien in het derde seizoen van Ali B op volle toeren, waar ze een nummer Baby liet horen over haar man en dochter.
Ze werd gekoppeld aan de zanger Jayh.
Ook in januari 2013 bracht platenmaatschappij Dutch Favorite Music een vernieuwde versie van Leo, 37 jaar na de eerste versie van het liedje. Ze werd gekroond tot homomoeder van Haarlem en is vanaf dan te zien als participant op de jaarlijkse Gay pride.
In januari 2013 werd Valk ambassadrice van de Nationale Sportweek van het NOC*NSF. Haar volgende song Oma wil 'n toyboy kwam op 8 januari 2014 uit bij haar label Dutch Favorite Music (DFM) en kreeg meer dan 20.000 downloads in korte tijd. Ze trad op met de dansers van Lucia Marthas bij het RTL 4-programma Life 4 you met Carlo Boszhard en Irene Moors. Ook werd ze "het lekkere wijf van kwart voor 5" bij Jeroen van Inkel op de radio bij Q Music.
In 2014 kwam Valk met het nummer Hup met die armen, geproduceerd door Jacques van Eijck en uitgegeven door DFM. Op 11 november 2015 kwam haar single Ik val steeds voorover uit. Op 1 juli 2017 kreeg ze in Maastricht een gouden plaat voor haar hit Oma wil een toyboy. Op 25, 26 en 27 mei 2018 was Valk gastartiest tijdens de concerten van de Toppers in de Johan Cruijff ArenA.
Op 13 oktober 2018 zat Ria Valk 60 jaar in het artiestenvak en dit werd gevierd met een groot feest bij Brooklyn Nights, waar ook haar biografie 60 Jaar Ria Valk werd gepresenteerd. Groot fan van Ria Valk Marc Didden is de auteur van het boek. Op 9 januari 2019 stond het NPO-tv-programma Andere Tijden stil bij de tienersterren van toen: Willeke Alberti, Trea Dobbs en Ria Valk. Op 21 december 2019 nam Ria Valk voor het eerst plaats in de jury van de talentenjacht All Together Now bij RTL 4.
Op 31 januari 2020 verscheen een verzamel-cd van Ria Valk in de Favorieten Expres-reeks. Naast de bekende hits staan er ook gevoelige luisterliedjes, zoals Maar de deur van je hart was op slot, 't Is heel stil in ons huis, een bijzondere uitvoering van de smartlap Witte rozen en twee liederen met André van Duin op de cd.
Op 6 februari 2021 werd op NPO 1 een door Han Peekel gemaakt TV Monument uitgezonden over Ria Valk. Verderop in 2021 is Valk te zien in de comedyserie Treckx rondom Michiel Romeyn op Amazon Prime, Oh, wat een jaar! en Koffietijd bij RTL 4 en Ranking The Stars op RTL 5. In 2023 was Valk te zien in de televisieprogramma's: Secret Duets, De geknipte gast en DNA Singers. In dat laatste programma is ze te zien als de bekende oudtante van acteur Vincent Visser. Ook staat ze in 2023 voor meer dan 15000 mensen op de Zwarte Cross. Ze treedt op tijdens de Pyjamaparty van Chantal Janzen in de Ziggo Dome en brengt ze een ode aan de Zangeres Zonder Naam in Paradiso.
In 2023 brengt ze bij het label Dutch Favorite Music, de single Zandvoort Formule 1 uit.
Op 11 februari 2024 werd Valk 83 jaar en een dag later op maandag 12 februari 2024 vierde ze haar 65-jarig artiestenjubileum. Op deze dag waren veel collegae te gast. Haar manager Pascal Bottenheft van Dutch Favorite Music verraste Valk met de komst van de burgemeester van Breukelen, Ap Reinders. Om 18.15 uur werd Valk geridderd in de Orde van Oranje-Nassau en kreeg ze haar koninklijke onderscheiding.
Ook kreeg ze een jubileum-cd uitgereikt door Q-music-radio-dj Mattie Valk: Van Tommy uit Tennessee tot Toyboy. Een speciale editie samengesteld door Telstar en Dutch Favorite Music.

## Discografie

### Hitnoteringen
| Titel                                        | Jaar van verschijnen | Datum van binnenkomst | Hoogste positie | Aantal weken | Hitlijst                  |
| -------------------------------------------- | -------------------- | --------------------- | --------------- | ------------ | ------------------------- |
| Hou je echt nog van mij, Rocking Billy       | 1960                 | januari 1961          | 2               | 28           | Muziek Expres/Tuney Tunes |
| Afscheid van een soldaat/Tommy uit Tennessee | 1961                 | maart 1961            | 6               | 28           | Muziek Expres/Tuney Tunes |
| Ok, ik ga met je mee/Adieu, vaarwel goodbye  | 1961                 | augustus 1961         | 7               | 12           | Muziek Expres/Tuney Tunes |
| De sheriff van Arkansas is een lady          | 1961                 | december 1961         | 28              | 4            | Muziek Expres/Tuney Tunes |
| Janus, pak me nog een keer                   | 1962                 | september 1962        | 4               | 8            | Muziek Expres/Tuney Tunes |
| Ik wil een cowboy als man                    | 1963                 | september 1963        | 11              | 12           | Muziek Expres/Tuney Tunes |
| Fernando, Alfredo en José (Santo Domingo)    | 1965                 | 5 juni 1965           | 6               | 19           | Top 40                    |
| Als ik de golven aan het strand zie          | 1965                 | 25 september 1965     | 18              | 15           | Top 40                    |
| Dan moet je mijn zuster zien                 | 1967                 | 22 juli 1967          | 24              | 7            | Top 40                    |
| We hebben de feestneus van Toon gevonden     | 1968                 | 24 februari 1968      | 17              | 1            | Tip                       |
| Dansen met jou                               | 1968                 | 21 september 1968     | 14              | 1            | Tip                       |
| Casatschok                                   | 1969                 | 15 februari 1969      | 16              | 6            | Top 40                    |
| Vrijgezellenflat                             | 1969                 | 12 juli 1969          | 17              | 6            | Top 40                    |
| Parfum Marie                                 | 1969                 | 4 oktober 1969        | 18              | 3            | Tip                       |
| Fotomodel                                    | 1970                 | 24 januari 1970       | 17              | 4            | Tip                       |
| Met Iwan op de divan                         | 1970                 | 20 juni 1970          | 23              | 3            | Tip                       |
| Onze Griek                                   | 1971                 | 18 september 1971     | 16              | 3            | Tip                       |
| Waar zijn de zomers                          | 1972                 | 15 juli 1972          | 33              | 3            | Top 40                    |
| Moeder wat ben ik bang                       | 1973                 | 11 augustus 1973      | 21              | 7            | Top 40                    |
| De liefde van de man gaat door de maag       | 1974                 | 11 januari 1975       | 2               | 8            | Top 40                    |
| Het lekkerste stuk                           | 1975                 | 12 juli 1975          | 9               | 6            | NL Top 20                 |
| Leo                                          | 1976                 | 11 december 1976      | 2               | 10           | Top 40                    |
| Jans Pommerans                               | 1977                 | 12 maart 1977         | 16              | 3            | Tip                       |
| Reuteuteuteuteu                              | 1979                 | 20 januari 1979       | 5               | 5            | Tip                       |
| De klungel van de jungle                     | 1979                 | 25 augustus 1979      | 10              | 2            | NL Top 20                 |
| ’n Klap op mijn kontje                       | 1983                 | 11 februari 1984      | 48              | 1            | Nationale Hitparade       |
| Samen - Artiesten voor Afrika                | 1985                 | 24 mei 1985           | 40              | 1            | Nationale Hitparade       |
| Zolang de kassa het maar doet                | 1986                 | 17 januari 1987       | 15              | 4            | NL Top 20                 |
| Dan is er nog hoop (met Vader Abraham)       | 1987                 | 11 juli 1987          | 20              | 1            | NL Top 20                 |
| Snurk-rap                                    | 1987                 | 17 oktober 1987       | 17              | 3            | NL Top 20                 |
| ’n Chippy, ’n putje en ’n parretje           | 2007                 | 13 januari 2007       | 15              | 3            | NL Top 20                 |
| Doe ’s ff normaal man                        | 2012                 | 31 maart 2012         | 27              | 2            | Oranje Top 30             |
| Ik val steeds voorover                       | 2016                 | 6 februari 2016       | 22              | 2            | Oranje Top 30             |

### Albums
- 1961 El Rancho Grande FONTANA 660 522 TR
- 1966 Ria Valk (mono-versie) DECCA DU 170 010
- 1966 Ria Valk (stereo-versie) DECCA NU 370 010
- 1967 Ria Valk – Grande Gala Populair DECCA DQY 862 505
- 1969 In m’n vrijgezellenflat DECCA NY 800 001
- 1969 In m’n vrijgezellenflat (voor boek en plaat) FONTANA GSO 97
- 1971 Twaalf grote hits DECCA 6454 408
- 1974 Ria Valk is gek DECCA 6407 503
- 1975 De liefde van de man gaat door de maag DECCA 6407 504
- 1976 Iets bijzonders PARK DBLP 3004
- 1977 Showbizzz PARK PAL 25028
- 1978 Iets bijzonders (Canadese uitgave) VREC SV LP 3145
- 1978 Het beste van Ria Valk (Surprise-serie) FONTANA 6476 202
- 1981 Rocking Billy K-TEL HN 4251
- 1988 30 jaar Ria Valk TELSTAR TLP 17116
- 1989 Helemaal Ria DURECO 115181.1
- 1991 Favorieten van toen MERCURY 848 984-2
- 1993 Het beste van Ria Valk TELSTAR TCD 100.798-2
- 1996 Ria Valk, haar grootste hits P.M. 96860
- 2000 Ria Valk (Regenboogserie nummer 132) DURECO 11 66082
- 2001 Ria Valk is gek ROTATION 568 175-2
- 2009 Het beste van Ria Valk TELSTAR 100957-2
- 2011 Ria Valk, haar allergrootste hits PRCD 2010085
- 2020 Ria Valk Favorieten Expres UNIVERSAL 081 095-6
- 2024 Ria Valk 65 jaar hits TELSTAR/DFM RV65-2024

## Televisie en theater

### Televisieprogramma's
Een selectie met de belangrijkste tv-programma's van Ria Valk. 
- 1964 Hallo vliegveld, we gaan landen met Lex Goudsmit, Rob de Nijs, Marijke Merckens en Liesbeth List  / VARA
- 1964/1965 TV Magazine met Rob de Nijs, Marijke Merckens, Trea Dobbs en Kitty Courbois / VARA
- 1967/1968 Zo is Ria (8 tv-shows onder regie van Nico Hiltrop) / KRO
- 1977 Ria....harlekijn (tv-show n.a.v. lp Iets bijzonders ) / TROS
- 1986/1993 Zeg 'ns Aaa (als Annie Kalkman) / VARA
- 1987 Zomer in Griekenland (tv-special met Vader Abraham) / TROS
- 1995 Ria Valk in Jeans (tv-show met theatergroep Jeans) / TROS
- 2006 Voor alle fans (special rondom Ria Valk) / TROS
- 2010 Kinderen geen bezwaar (aflevering Worstjes op je borstjes ) / VARA
- 2013 Ali B Op volle toeren (met Jayh en het lied Baby ) / TROS
- 2021 TV Monument Ria Valk (programma van Han Peekel) / OMROEP MAX

### Theatershows
- 1970/1971  'n Lach in de ruimte, leading lady in de eerste revue van André van Duin en Frans van Dusschoten
- 1982/1984 Lachen is troef, theatershow met Henk Out
- 1985/1986 Bekijk het maar, One woman show met teksten en regie van Wim Hogenkamp
- 1987/1988 Van top tot teen, theatershow ter gelegenheid van artiestenjubileum

## Buitenland

### Hitnoteringen
| Titel                                  | Jaar van verschijnen | Datum van binnenkomst | Hoogste positie | Aantal weken | Hitlijst |
| -------------------------------------- | -------------------- | --------------------- | --------------- | ------------ | -------- |
| Hou je echt nog van mij Rocking Billy  | 1960                 | 1 april 1961          | 15              | 8            | Ultratop |
| De liefde van de man gaat door de maag | 1974                 | 1 februari 1975       | 2               | 9            | Ultratop |
| Leo                                    | 1976                 | 1 januari 1977        | 4               | 10           | Ultratop |

| Titel                        | Jaar van verschijnen | Datum van binnenkomst | Hoogste positie | Aantal weken | Hitlijst |
| ---------------------------- | -------------------- | --------------------- | --------------- | ------------ | -------- |
| Mein Bonnie / Singapur-Jacky | 1961                 | 1 december 1961       | 32              | 16           | Charts   |

### Internationale platen
- 1961 Singapur-Jacky / Mein Bonny FONTANA 266 277 TG -  Duitsland
- 1961 Rockin rodeo: My Bonnie is over the ocean / Poor old Joe / Rocking Billy / I’m an old cowhand FONTANA 463 240 TE - ep Engelstalige markt
- 1962 Tommy aus Tennessee / Der Stern, den der Sheriff so gern hat FONTANA 266 302 TF - Duitsland
- 1963 Happy Cowboy / Lasso Lilly FONTANA YF 278 022 - Duitsland
- 1965 Santo Domingo / Denk daran DECCA D 19 686 - Duitsland
- 1965 Ich denke immer nur an Peter / Tamara Träumt von wiedersehen DECCA D 19 744 -  Duitsland
- 1967 Danse mama, danse papa, danse / Singapore Jackie / Surfin’ Señorita / Tommy aus Tennessee SUPRAPHON SUK 33675 -  ep Tsjecho-Slowakije
- 1967 Poor old Joe / Tommy aus Tennessee SUPRAPHON SUK 013 0155 - Tsjecho-Slowakije
- 1977 Charly / Wo mich niemand kennt COLUMBIA 1C 006 32 165 - Duitsland
- 1978 Iets bijzonders VREC SV LP 3145 -  LP Canada

### Optredens
- 1959 Optredens voor militairen in La Courtine , Frankrijk (met Wama's, Rita Reys en het Cocktail Trio)
- 1961 Internationaal songfestival Monte Carlo, Monaco (met o.a. Vico Torriani, Ria behaalde de 4e plek)
- 1961 Knokke Festival, België (met Ramses Shaffy, Herman van Keeken en Conny Vandenbos)
- 1966 Concertreeks in Praag en Bratislava (met Rex Gildo en Udo Jürgens)
- 1998 Tour in Melbourne, Australië (met Saskia en Serge)
- 2011 Houden van, Sportpaleis Antwerpen, België (met Dana Winner)

## Tekstschrijver

### Liedteksten
Liedjes geschreven door Ria Valk, onder haar eigen naam en soms onder haar pseudoniem Monique van Meeren.
- Darling ik ben zo blij (ook compositie)
- Tommy uit Tennessee (ook compositie)
- Ok, ik ga met je mee
- Ohoho, 'k ben zo alleen
- Alleen (bewerking van C'est à l'amour auquel je pense)
- De jodeltwist
- De zon lacht naar mij
- Sprookjesprins
- Wiegeliedje
- Ga niet naar die ander
- Lieve Frans (vertaling van Lieber Franz met Henk Jansen van Galen)
- Ratatata (bewerking van Time gentleman please)
- Hé hippe vogels (ook compositie)
- Doe 's mee (bewerking van Gaï gaï eli gaï)
- Poing poing poing
- Het lekkerste stuk (bewerking van Something 'bout you baby i like)
- Vedette
- Leo (met Eddy Ouwens)
- De tijden van de rockers
- Fotoalbum (met Dick Kooiman)
- Gij mag me toch niet pakken
- Hé! Doe allemaal mee
- Zeg 't niet tegen ons moeder (ook compositie)
- Doe de bananana
- Groentesoep
- ’n Klap op mijn kontje (met Pierre Kartner)
- Disco mama (met Wim Hogenkamp)
- Ik dans het liefst met een krullenbol
- Zolang de kassa het maar doet (bewerking van La Filanda)
- Waarom blijft de zon toch schijnen
- Ik val steeds voorover
- Zandvoort olé santé / Zandvoort Formule 1
- ’n Chippie, ’n putje en ’n parretje
- Ga je mee (bewerking van Love is all)
- Oma wil 'n toyboy

## Varia
- In Finland kon je bij kauwgum van het merk Hellas 95 plaatjes sparen van filmsterren en artiesten: Doris Day, Elizabeth Taylor, Nathalie Wood, Rock Hudson, Brigitte Bardot. In deze reeks stond Ria Valk op nummer 58.
- In aflevering 52 van de comedy-serie Toen was geluk heel gewoon (uitgezonden 15 december 1996), komt tienerster Ria Valk voorbij met het liedje Hou je echt nog van mij, Rocking Billy.
- 11 februari 2011 werd Ria Valk 70 jaar en organiseerde Radio 5 Nostalgia (NPO Radio 5) een Ria Valk-dag. Elk uur draaiden ze Ria's muziek. Er was een Ria Valk Quiz met Ria Valk-prijzen en diverse gasten (waaronder de jarige zelf en haar dochter Monique). De digitale zender TV Oranje had diezelfde dag ook een Ria Valk-dag en zond elk uur een clip van haar uit op hun muziekzender.
- In de Donald Duck van 2019 komt Ria met haar eerste hit voorbij. Uit de radio bij Katrien, klinkt: "Hou je echt nog van mij, Rocking Robbie".
- Dick van Altena zingt in 2022 over Ria op zijn album 'Café de Leeuw' in het lied 1967, het jaar dat Ria Valk naar het dorp kwam.

## Privé
Op 3 juli 1962 trouwde Valk met Herman de Keulenaar. Samen kregen ze een dochter Monique. Met haar man had ze in de jaren 60 en 70 in Amsterdam een tweetal schoenenzaken onder de naam "Ria Valk Shoes". Eén in de Kinkerstraat, tegenover een schoenenzaak van Johan Cruijff en eentje op de Haarlemmerdijk. Nadat De Keulenaar op 5 december 1980 overleden was, heeft ze deze zaken van de hand gedaan.
Valk is de oudtante van acteur Vincent Visser.